# 米登
阿勒河畔米登，通称米登，是德国下萨克森州的一个市镇。总面积67.28平方公里，总人口5603人，其中男性2805人，女性2798人（2011年12月31日），人口密度83人/平方公里。